# STS-82

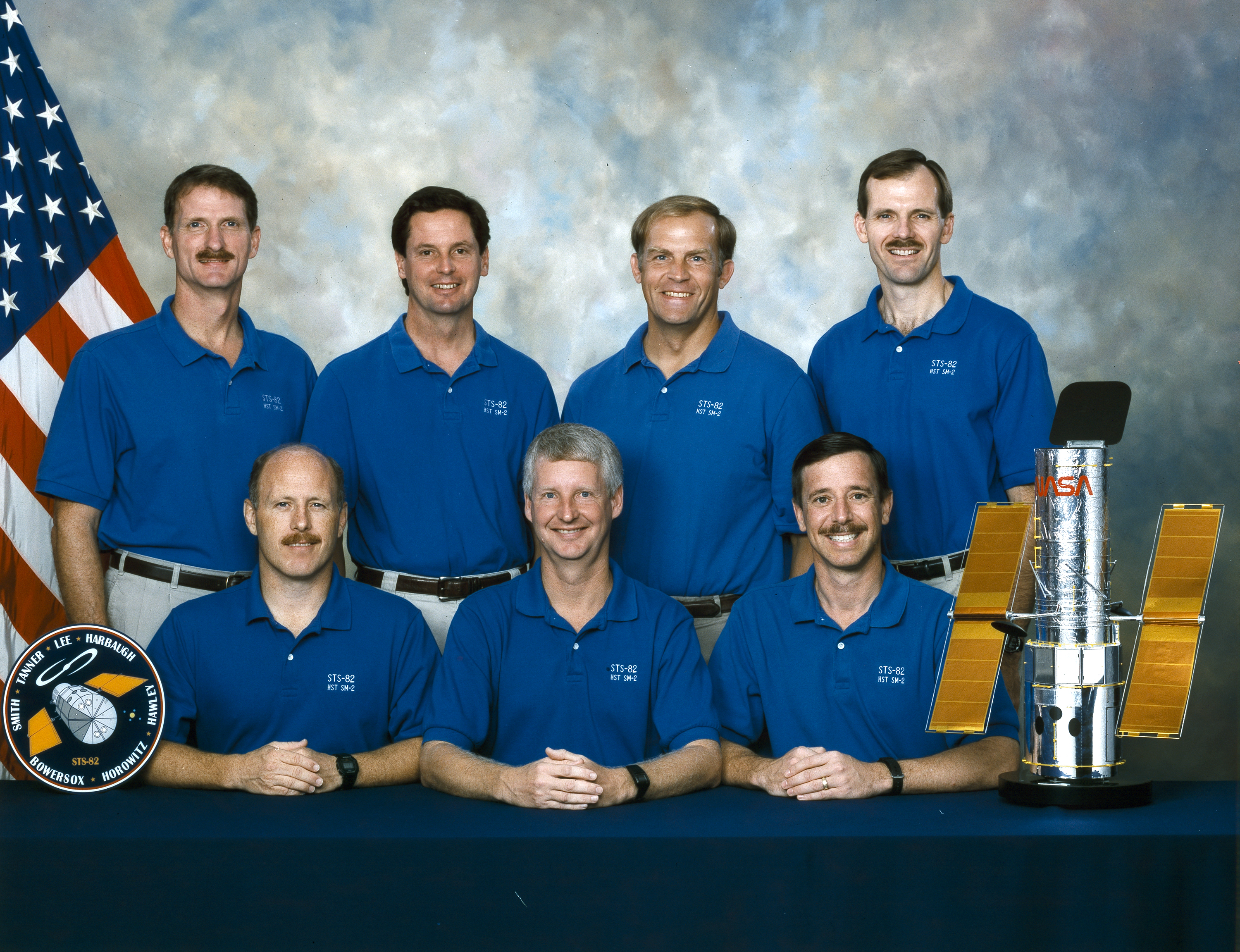
Екіпаж STS-82:Зліва направо — Фронт: Бауерсокс, Хоулі, Горовіц; Назад: Tanner, Харбо, Лі, Сміт

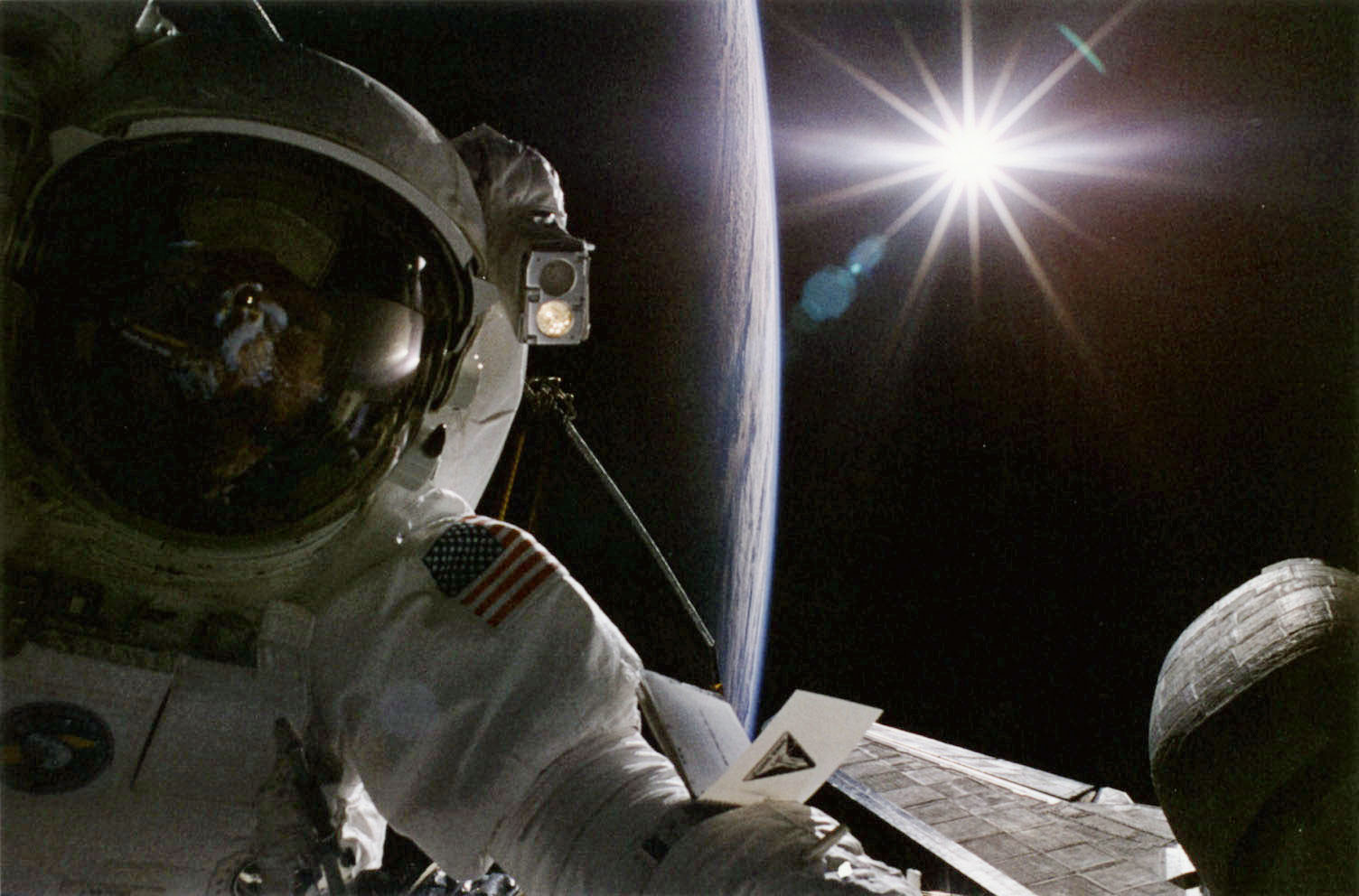
Джозеф Таннер проводить ремонт Хаббла

 STS-82  — 82-й старт шатлів у рамках програми «Спейс Шаттл» й 22-й космічний політ «Діскавері» проведений 11 лютого 1997 року. Мета польоту — проведення технічного обслуговування і заміни наукових приладів на Космічному телескопі імені Габбла. Астронавти провели в космосі близько 11 діб і успішно приземлилися в КЦ Кеннеді 21 лютого 1997 року.

## Екіпаж
- (НАСА) Пілот : Кеннет Дуейн Бауерсокс (англ. Kenneth Dwane "Sox" Bowersox) (4)[2] — командир.

- (НАСА): Скотт Хоровітц (2) — пілот.

- (НАСА): Джозеф Таннер (2) — фахівець польоту.

- (НАСА): Стівен Говлі (4) — фахівець польоту.

- (НАСА): Грегорі Харбо (4) — фахівець польоту.

- (НАСА): Марк Лі (4) — фахівець польоту.

- (НАСА): Стівен Сміт (2) — фахівець польоту.

## Параметри польоту
- Вага: 15 250 кг
- Перигей: 241 км
- Апогей: 241 км
- Нахил: 39,0°
- Період обертання: 89,7 хв